# Кросниці (Мазовецьке воєводство)
Кросниці (пол. Krośnice) — село в Польщі, у гміні Ступськ Млавського повіту Мазовецького воєводства.
Населення — 181 особа (2011).
У 1975-1998 роках село належало до Цехановського воєводства.

## Демографія
Демографічна структура станом на 31 березня 2011 року:
|          | Загалом | Допрацездатний вік | Працездатний вік | Постпрацездатний вік |
| -------- | ------- | ------------------ | ---------------- | -------------------- |
| Чоловіки | 85      | 13                 | 63               | 9                    |
| Жінки    | 96      | 28                 | 51               | 17                   |
| Разом    | 181     | 41                 | 114              | 26                   |